# Before the Flood
Before the Flood – podwójny album koncertowy Boba Dylana i grupy The Band nagrany w styczniu i lutym 1974 r. oraz wydany w czerwcu 1974 r. Był to pierwszy koncertowy album Dylana.

## Historia i charakter albumu
3 stycznia 1974 r. rozpoczęło się długo oczekiwane amerykańskie tournée Boba Dylana z grupą the Band. Trwało ono do 14 lutego i muzycy dali w tym czasie 40 koncertów. Typowy koncert składał się 18 występów Dylana, w tym 5 solowych i akustycznych, oraz 13 z grupą The Band, która sama wykonywała 10 swoich utworów.
Dostępnych było 650 tys. miejsc i bilety rozeszły się natychmiast wysyłkowo, przynosząc 5 mln dolarów. Było to więc wtedy największe wydarzenie w historii rock and rolla.
Koncerty Dylana już kilkakrotnie były profesjonalnie nagrywane z myślą o ewentualnym wydaniu (w jednym wypadku już nawet wydrukowano okładkę), ale do wydania koncertowego albumu nigdy nie dochodziło.
Chociaż wykonanie większości piosenek zdecydowanie różni się od oryginałów, to aranżacja jest właściwie taka sama. Nie dotyczy to oczywiście tych utworów, które pierwotnie były piosenkami akustycznymi.
Krytyk Robert Christgau określił nagrania z tego albumu jako najbardziej energiczne i ogniste w całej historii rocka, kontrastując je z koncertowymi nagraniami The Rolling Stones, nazwanymi przez niego mechanicznymi lalkami. Kontrastuje to także z wypowiedziami samego Dylana umieszczonymi w broszurce dołączonej do albumu Biograph, gdzie stwierdza, że byli całkowicie pozbawieni emocji a on „grał rolę”. Dalej mówił, iż wszelkie pochwały za „niewiarygodną energię” występów wywołują w nim chęć zwymiotowania.

## Muzycy
Bob Dylan i grupa The Band
- Bob Dylan – gitara, pianino, harmonijka, śpiew
- Robbie Robertson – gitara, śpiew
- Garth Hudson – organy, pianino, klawinet
- Richard Manuel – pianino, elektryczne pianino, organy, perkusja, śpiew
- Rick Danko – gitara basowa, śpiew
- Levon Helm – perkusja, śpiew

## Spis utworów

### Dysk pierwszy
| 1.  | Most Likely You Go Your Way and I’ll Go Mine    | 3:16  |
|     |                                                 |       |
| 2.  | Lay Lady Lay                                    | 3:00  |
|     |                                                 |       |
| 3.  | Rainy Day Women # 12 & 35                       | 3:09  |
|     |                                                 |       |
| 4.  | Knockin’ on Heaven’s Door                       | 3:30  |
|     |                                                 |       |
| 5.  | It Ain’t Me Babe                                | 3:15  |
|     |                                                 |       |
| 6.  | Ballad of a Thin Man                            | 3:29  |
|     |                                                 |       |
| 7.  | Up on Cripple Creek(inne języki) (Robertson)    | 4:57  |
|     |                                                 |       |
| 8.  | I Shall Be Released                             | 3:19  |
|     |                                                 |       |
| 9.  | Endless Highway (Robertson)                     | 5:10  |
|     |                                                 |       |
| 10. | The Night They Drove Old Dixie Down (Robertson) | 4:05  |
|     |                                                 |       |
| 11. | Stage Fright (Robertson)                        | 4:22  |
|     |                                                 |       |
|     |                                                 | 41:32 |
|     |                                                 |       |

### Dysk drugi
| 1.  | Don’t Think Twice, It’s All Right              | 3:34  |
|     |                                                |       |
| 2.  | Just Like a Woman                              | 4:46  |
|     |                                                |       |
| 3.  | It’s Alright, Ma (I'm Only Bleeding)           | 5:12  |
|     |                                                |       |
| 4.  | The Shape I'm In(inne języki) (Robertson)      | 3:33  |
|     |                                                |       |
| 5.  | When You Awake(inne języki) (Manuel/Robertson) | 2:54  |
|     |                                                |       |
| 6.  | The Weight (Robertson)                         | 4:20  |
|     |                                                |       |
| 7.  | All Along the Watchtower                       | 2:58  |
|     |                                                |       |
| 8.  | Highway 61 Revisited                           | 4:05  |
|     |                                                |       |
| 9.  | Like a Rolling Stone                           | 6:06  |
|     |                                                |       |
| 10. | Blowin’ in the Wind                            | 3:46  |
|     |                                                |       |
|     |                                                | 41:14 |
|     |                                                |       |

## Opis albumu
- Producent – Bob Dylan i The Band
- Miejsce i data nagrań –

1. Madison Square Garden, Nowy Jork, 30 stycznia 1974 (I 4)
2. Coliseum, Seattle, Waszyngton, 9 lutego 1074 (II 8)
3. The Forum, Inglewood, Kalifornia, 13 lutego, 1974 (I 2, 3; II 9, 10)
4. The Forum, Inglewood, Kalifornia, 14 lutego, wieczór (I 6, II 7)
5. The Forum, Inglewood, Kalifornia, 14 lutego, noc (I 1, 5, ;II 1, 2, 3)

- Inżynier nagrywający – Phil Ramone, Rob Fraboni
- Inżynier miksujący – Rob Fraboni, Nat Jeffrey
- Studio miksowania – Village Recorders
- Mastering – Kendun Recorders
- Czas – 83 min 54 s
- Fotografie i projekt – Barry Feinstein
- Firma nagraniowa – Asylum
- Numer katalogowy – 201

Wznowienie na cd
- Firma nagraniowa – Columbia
- Numer katalogowy – C2K 37661
- Rok wznowienia – 1990

## Listy przebojów

### Album
| Rok  | Lista                          | Pozycja |
| ---- | ------------------------------ | ------- |
| 1974 | Billboard USA. Albumy popowe   | 3       |
| 1974 | Melody Maker WB. Albumy popowe | 8       |

### Single
| Rok  | Singel                                          | Lista                         | Pozycja |
| ---- | ----------------------------------------------- | ----------------------------- | ------- |
| 1974 | „Most Likely You Go Your Way (and I’ll Go Mine” | Billboard. Single popowe      | 66      |
| 1974 | „All Along the Watchtower”                      | Nie wszedł na listy przebojów |         |